# Портретна колекція Джовіо
45°48′55″ пн. ш. 9°04′01″ сх. д. / 45.815318888889° пн. ш. 9.0668061111111° сх. д.
Портретна колекція Джовіо, також Серія Джовіо, Templum virtutis (Храм мудрих Паоло Джовіо) — проєкт італійського біографа та історика Паоло Джовіо зі створення портретної галереї уславлених діячів минулого і його сучасності як приклад для наслідування.

## Копіювання і опанування здобутків античності
Саме давньоримська античність отимала надзвичайний престиж у 15 столітті. До вивчення античних здобутків звернулося широке коло аматорів, літераторів, діячів мистецтва. В Італії залишилась велика кількість мистецьких артефактів, що постійно стимулювала дослідження давньоримської спадщини. Копіюючи звички стародавніх римлян, Пізанелло відродив звичай створювати пам'ятні медалі на честь видатних подій його сучасності. Археологічні розкопки спонукали архітектора Донато Браманте використати знайдені артефакти як декор у власних проєктах архітектурних споруд. Спроби реконструкцій поруйнованих давньоримських споруд дав П'єтро Перуджіно у власних картинах. Не були осторонь і гуманісти, що завзято розшукували і вивчали рукописи давньогрецьких і римських літераторів. Процес зборів і вивчення античної літератури пожвавився після зникнення Візнтійської імперії і масової еміграції на континент освіченої частини візантійських богословів.
Вивчення давніх джерел логічно навело на думку створення портретних галерей діячів минулого. Так, портретні галереї мали поширення в Стародавньому Римі. Була відома портретна галерея, котру створив у власній бібліотеці Пліній. Гуманіст Поджо Браччоліні писав, що римлянам слід наслідувати в цьому, позаяк мати перед очима образи мужів, що мали чималі заслуги і були першими у досягненнях слави і мудрості, важливо, бо стає прикладом для наслідування.
Приклади появи подібних колекцій відомі з початку 14 століття. Серед них — «Дев'ять уславлених» тощо. Власну колекцію уславлених діячів минулого (і сучасності) для власної бібліотеки замовив князь далекого князівства Урбіно — Федеріко да Монтефельтро. Над створенням портретів працювало щонайменше два іноземні майстри — Йоос ван Вассенхов та Педро Беррегете.
Логічним продовженням цих зусиль стане і портретна колекція історика Паоло Джовіо в папському Римі.

## Храм мудрих Паоло Джовіо
Історик і біограф Паоло Джовіо був продуктом доби і поставив за мету створити портретну галерею мужів минулого. Збори портретів розпочалися близько 1512 року, коли він покинув рідне місо Комо заради продовження кар'єри у папському Римі. Галерея почала збільшуватися і в колекції сформувались власні підкатегорії. Виділились філософи, папи римські та кардинали, відомі жінки минулого, портрети королів і князів, відомі полководці, князівські дружини, хоча останніх важко було віднести до категорії мудрих.
Метою біографа Паоло Джовіо було створення Храму мудрих, для якого і призначалась колекція портретів. Для колекції портретів було створене окреме приміщення, вибудоване у період 1537—1543 рр. в Римі.
Паоло Джовіо збирав портрети, бажано, створених за життя видатної особи. Це не завжди було можливо, бо портретного жанру як такого ще не існувало у століття середньовіччя. Існувала своя важкість і з портретами турецьких ханів, де не було розвиненої культури портретного жанру.
Умовними були численні портрети авторитетного для італійців Данте, котрого подають у хламіді і з лавровим вінком на голові (у повсякденному житті він так не ходив). Куди достовірнішими були портрети уславлених осіб, історично близьких до років життя Паоло Джовіо (портрет папи римського Миколая V, портрет кардинала Віссаріона Нікейського, портрети лідерів італійських князівств, портрети представників родини Медічі). До категорії уславлених Паоло Джовіо додав і відомих художників, що було покажчиком надзвичайного підвищення авторитета художників, що виділились у окрему категорію з колишнього стану простих ремісників. Аби дістати необхідні портрети, Джовіо використовував і побічні матеріали, в хід пішли античні монети, скульптури тощо. Реалізація його ідеї супроводжувалась активним листуванням з різними особами як у самій Італії а країнах Європи, так і з особами на Близькому Сході.
Паоло Джовіо керувався постулатом, що споглядання на портрети діячів минулого (і часткого його сучасності) стане прикладом для бажаного і пристойного виховання, прикладом для наслідування, дидактичного повчання.

## Доля колекції і копії роботи Альтіссімо

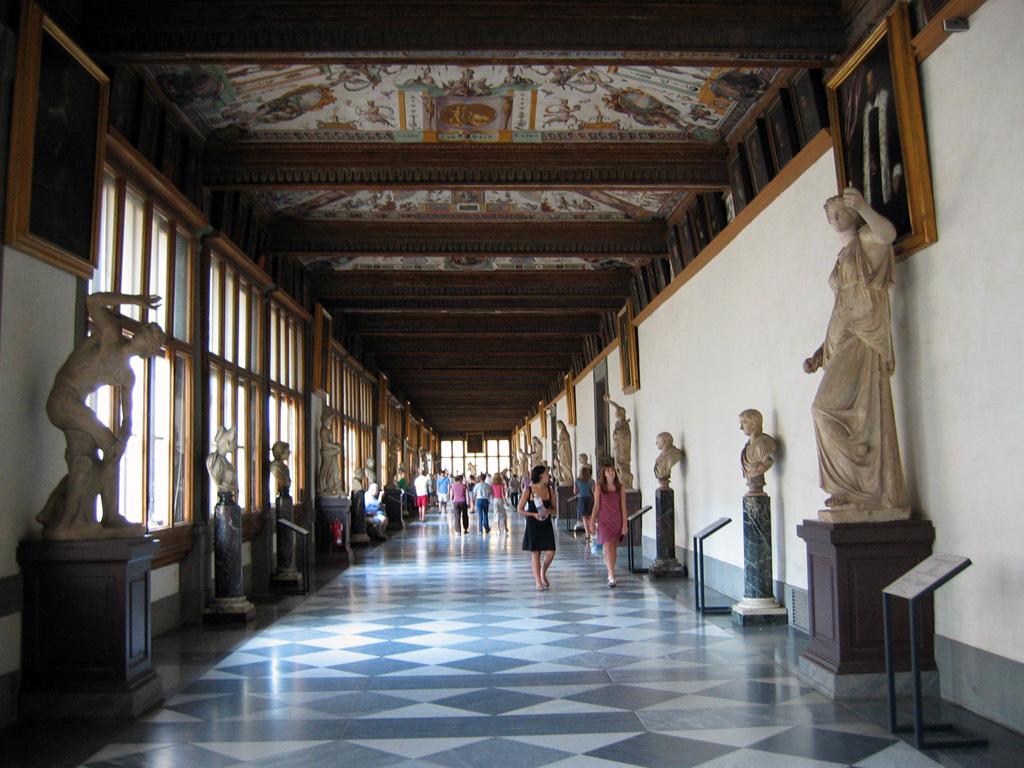
Перший коридор галереї Уфіці, де вивішені копії поретів роботи Крістофано дель Альтіссімо.

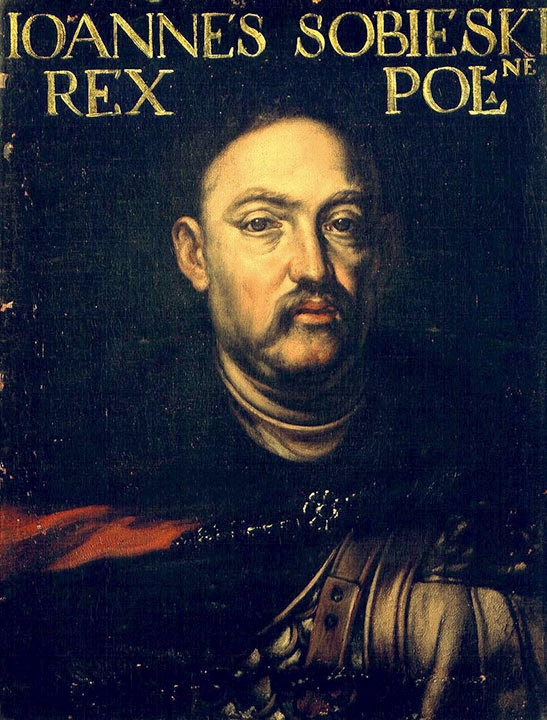
Ян ІІІ Собеський, галерея Уффіці, 1670-і рр.

Портретна колекція Джовіо була розпорошена. Її первісний склад був частково збережений завдяки тому, що портрети були скопійовані художником Крістофано дель Альтіссімо. Він отримав замову від князя Козімо І де Медічі на повторення серії. Праця розтяглася на тридцять сім років. Копії роботи Крістофано дель Альтіссімо були збережені і згодом передані у склад галереї Уффіці. Портретна серія була розташована у коридорі і розвішена під його стелею, що трохи шкодить їх спостереженню. Мала копійна галерея і пізні додатки (портрет Яна ІІІ Собеського 1670-х рр.)
Слід зауважити, що серед цих портретів є чимало творів посереднього рівня. Історично галерея портретів цікава як культурний феномен 16 століття.

## Галерея творів

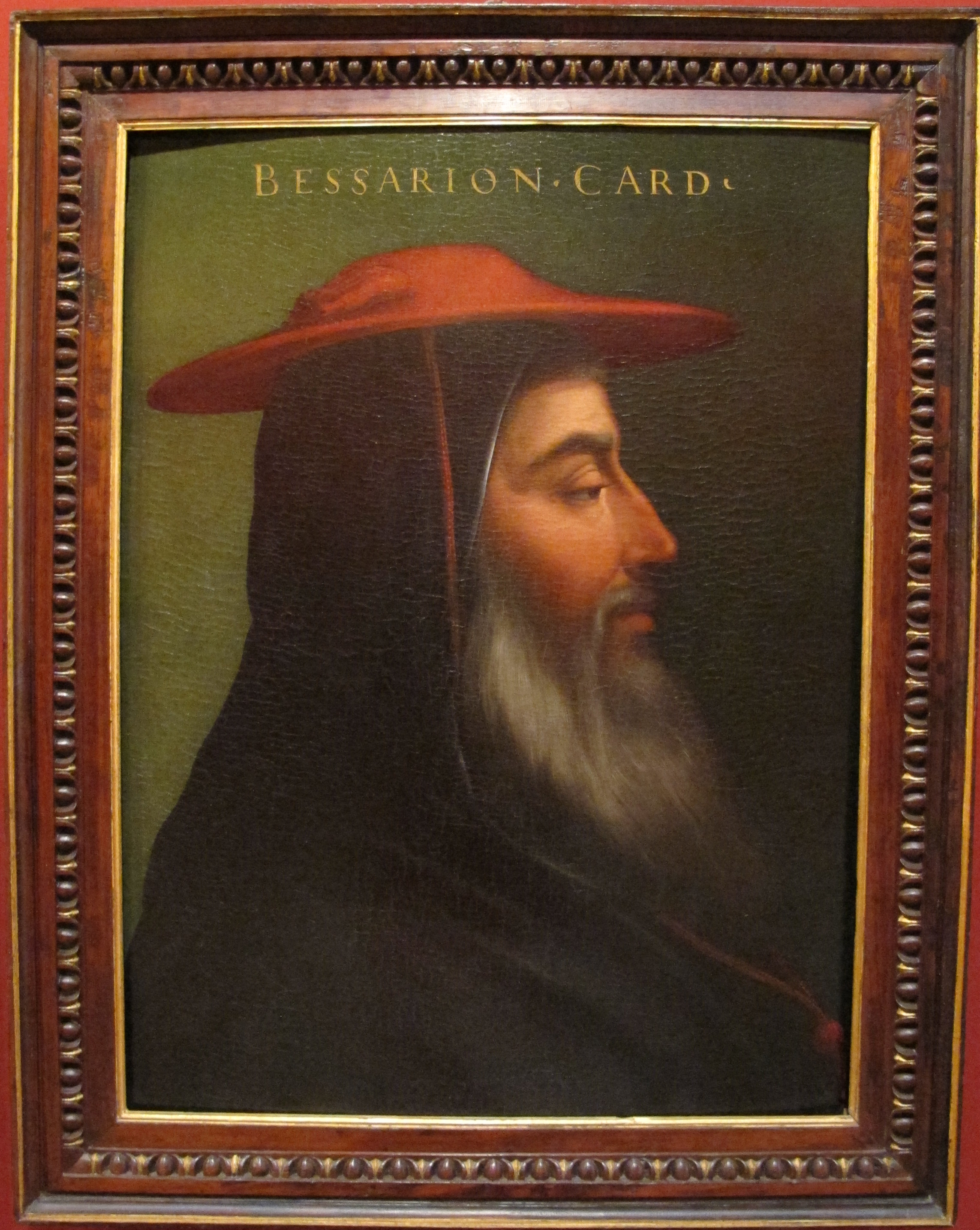
Кардинал Віссаріон Нікейський.

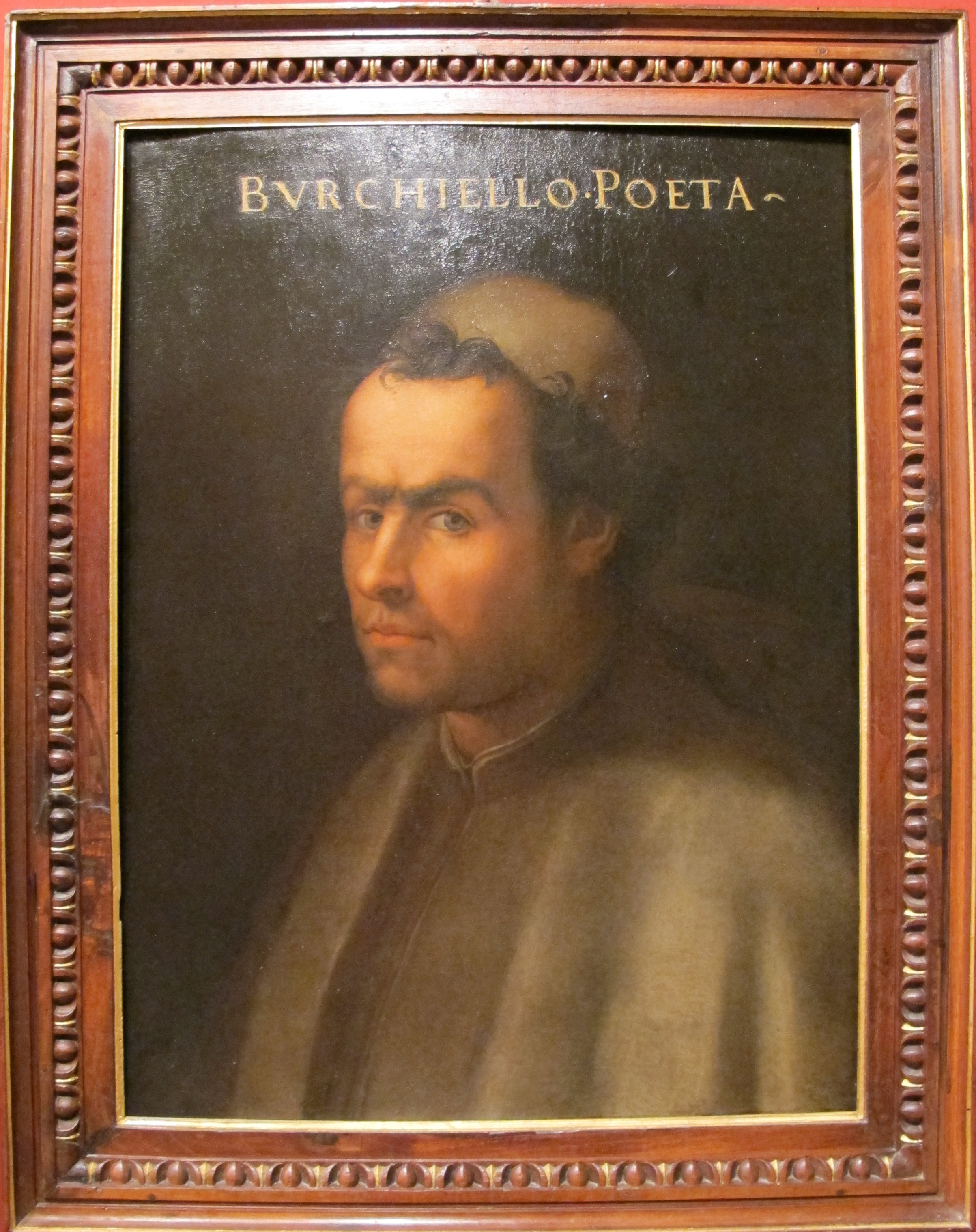
«Поет Доменіко Бурчелло»

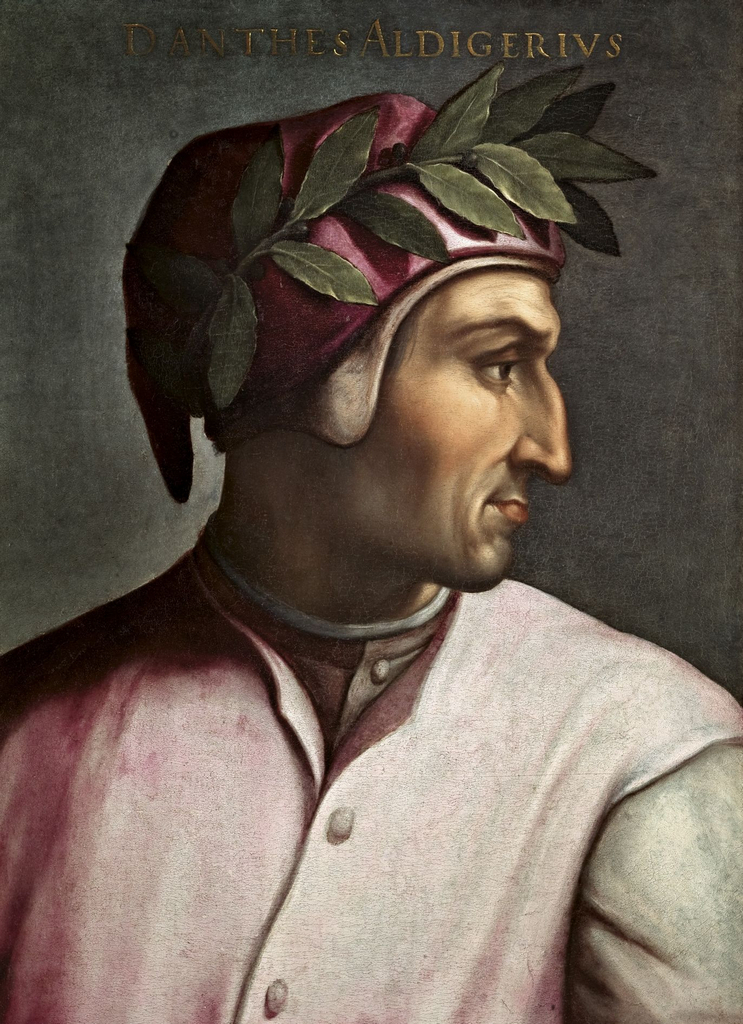
Вигаданий портрет Данте Аліг'єрі. Копія Крістофано дель Альтіссімо, до 1568 р.
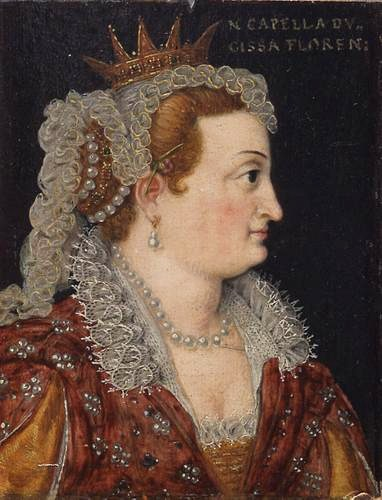
«Бьянка Капелло у профіль»
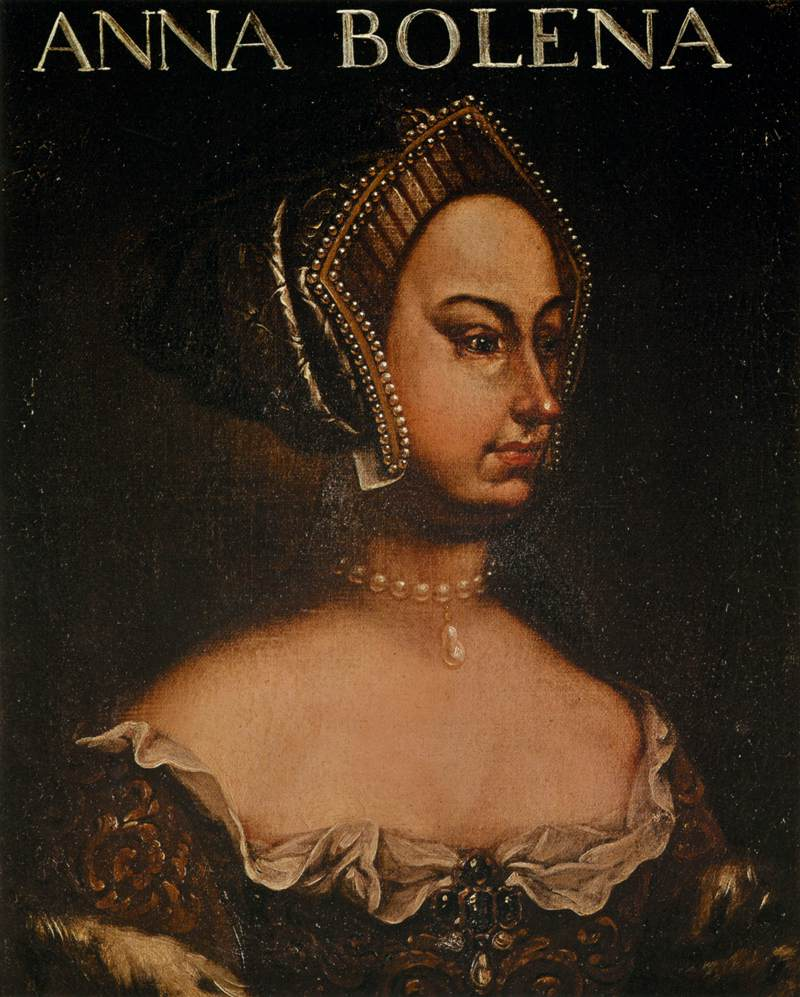
«Анна Болейн», дружина англійського короля Генріха VIII.
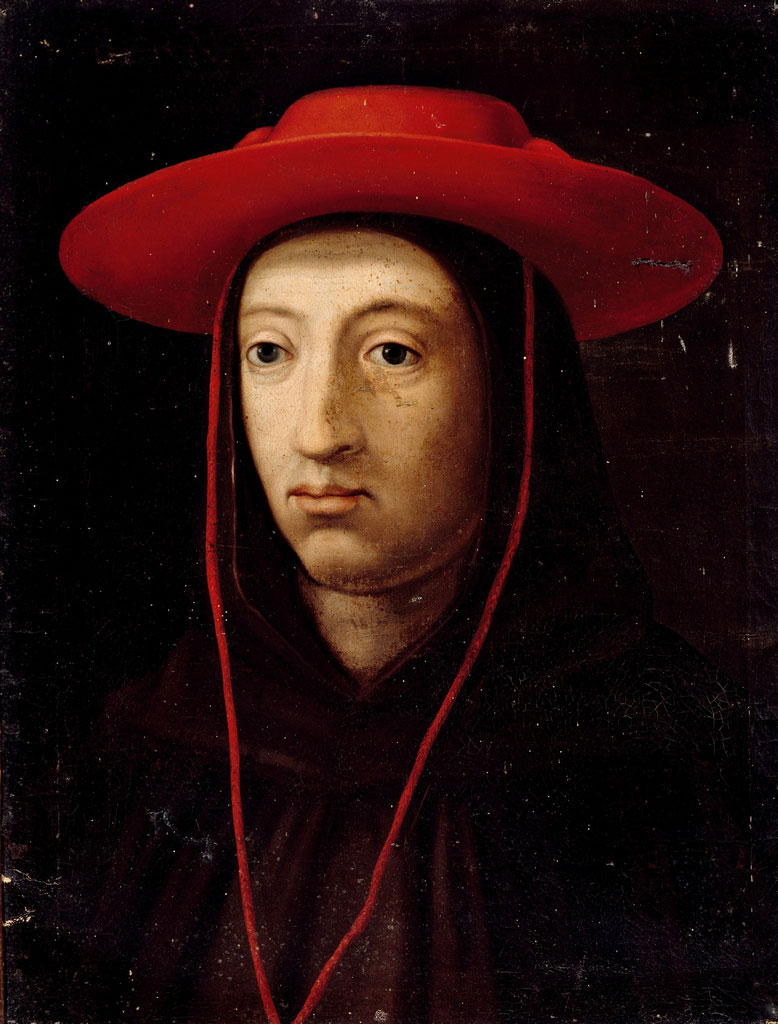
«Бернардо деї Уберті»
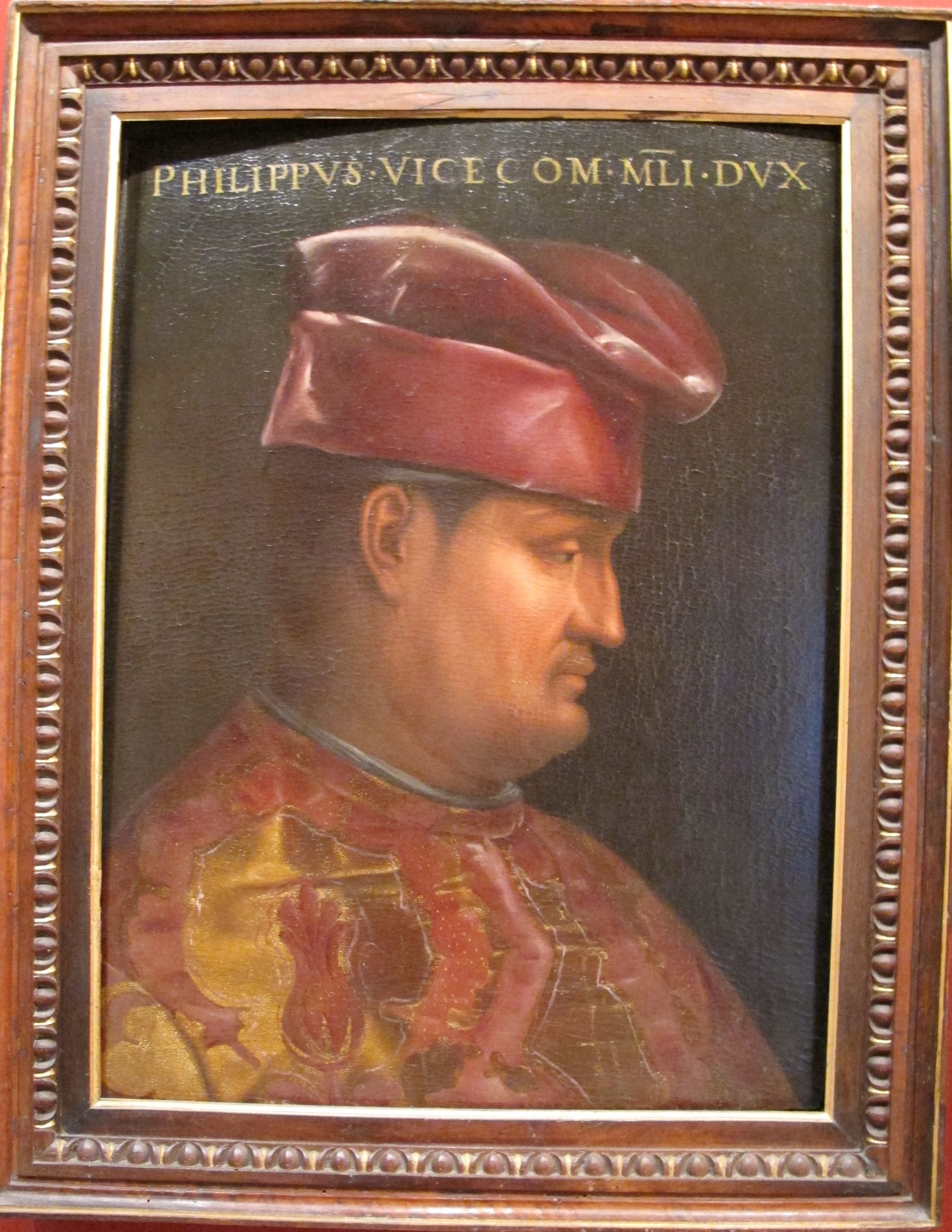
«Філіппо Вісконті»
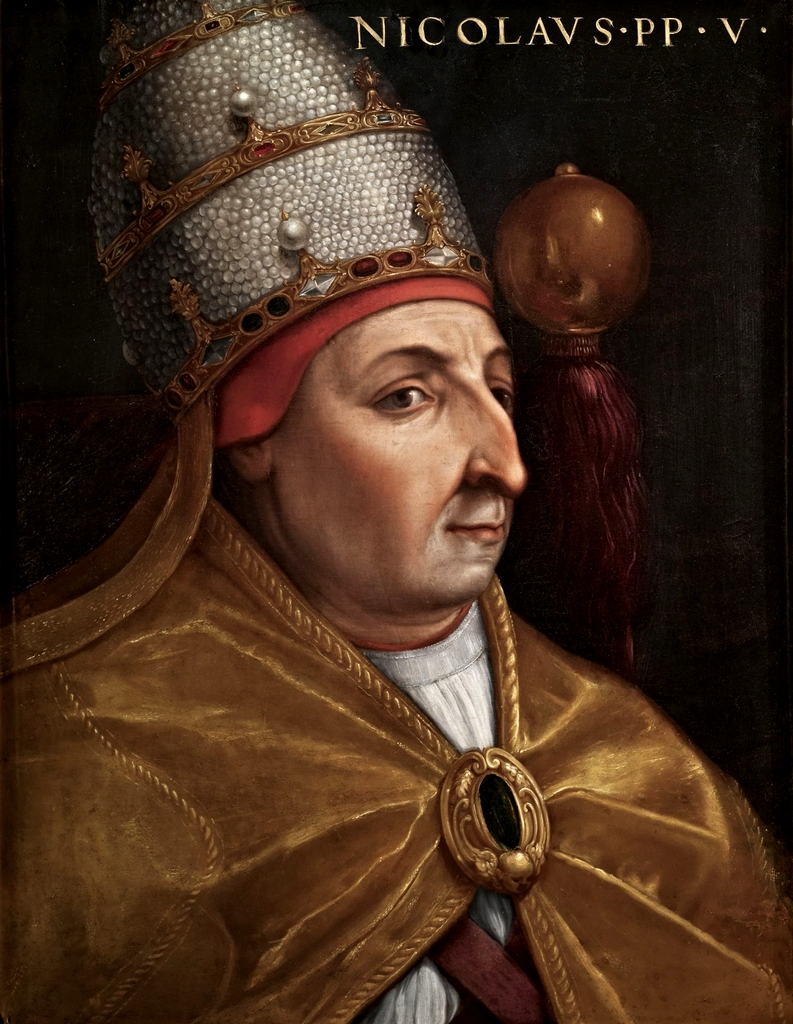
Папа римський Миколай V
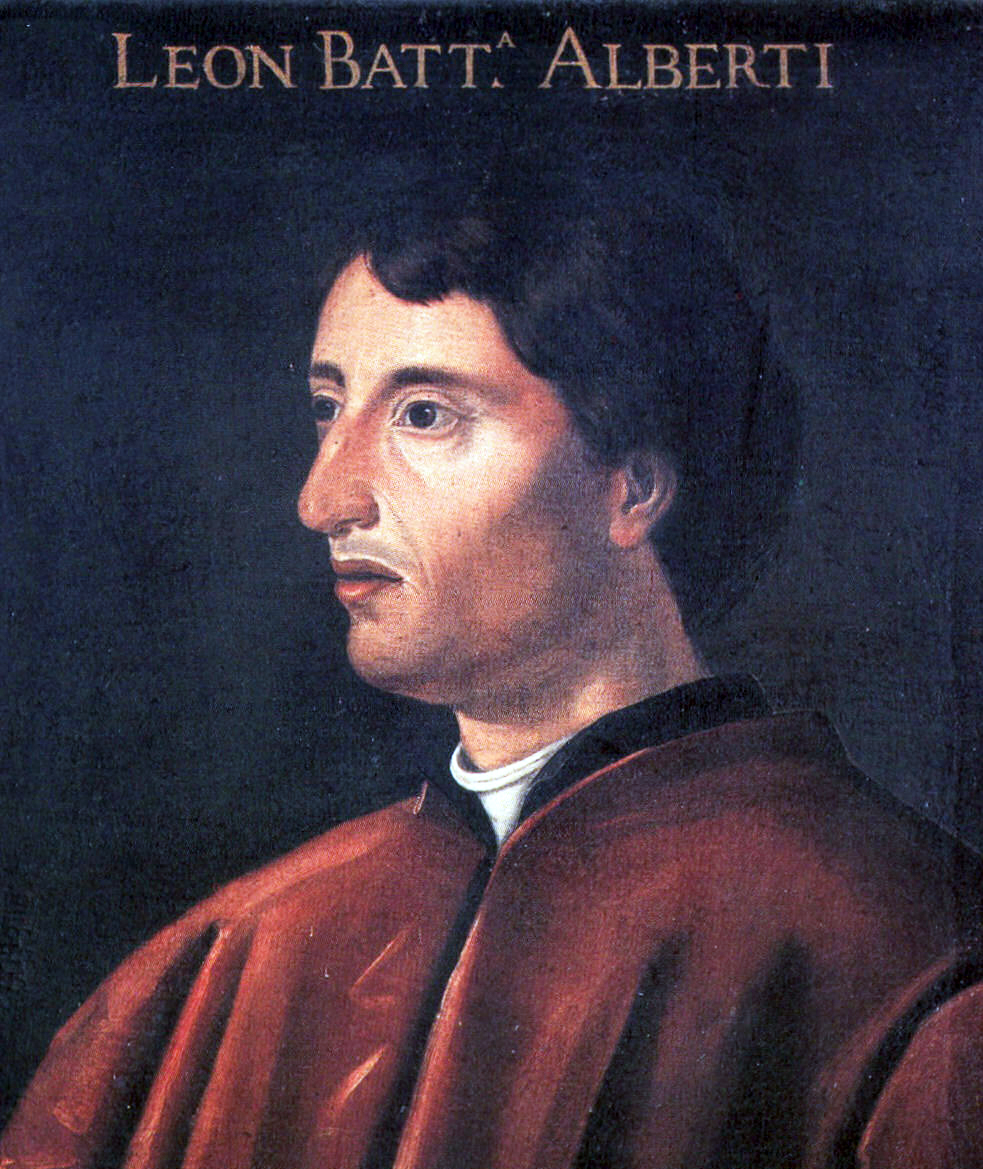
Леон-Баттіста Альберті
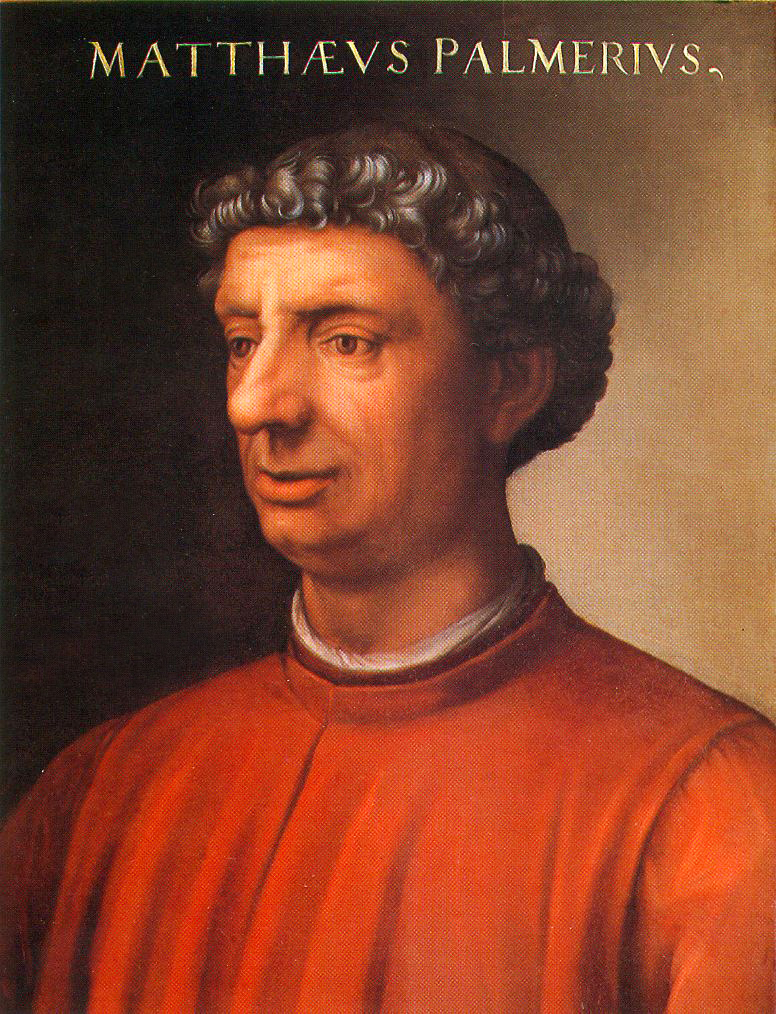
«Гуманіст Маттео Пальимері»
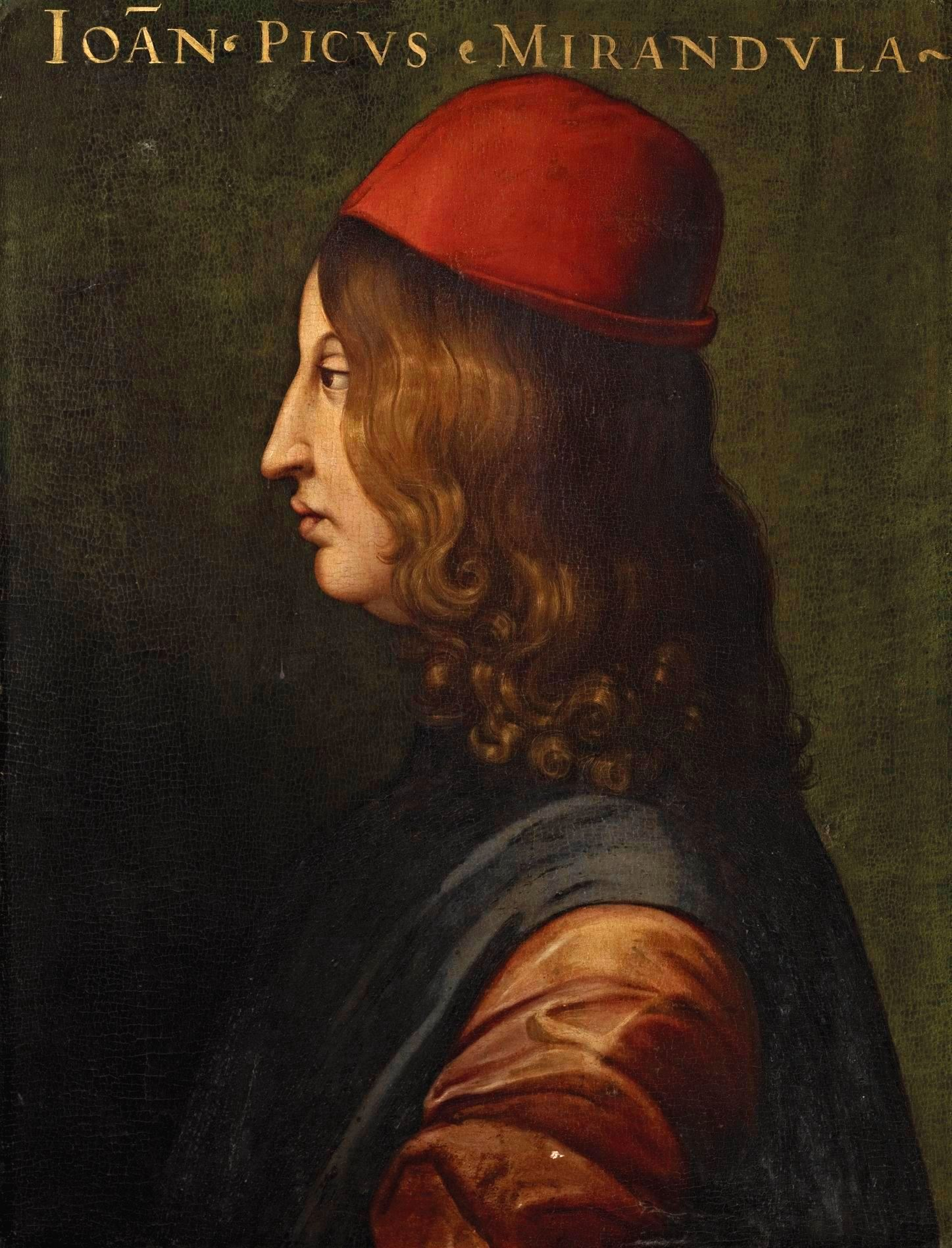
Джованні Піко делла Мірандола
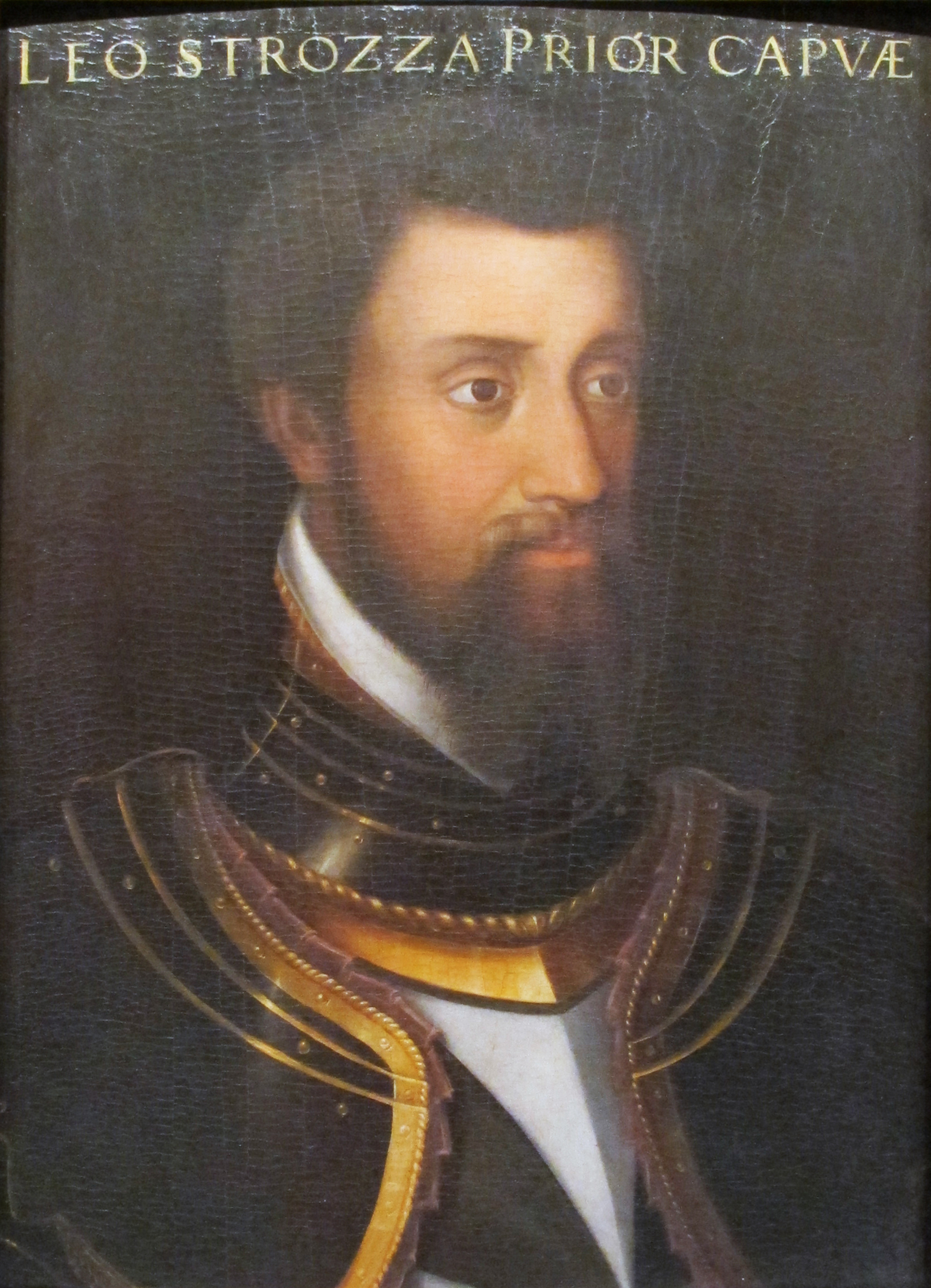
Полководець Леоне Строцці.
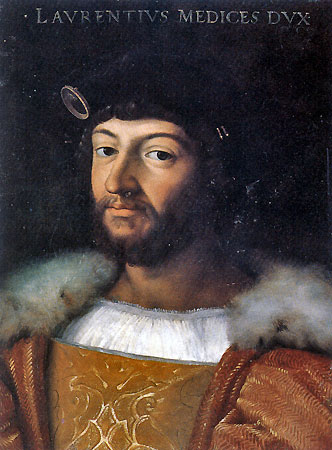
Лоренцо ІІ, князь Урбінський
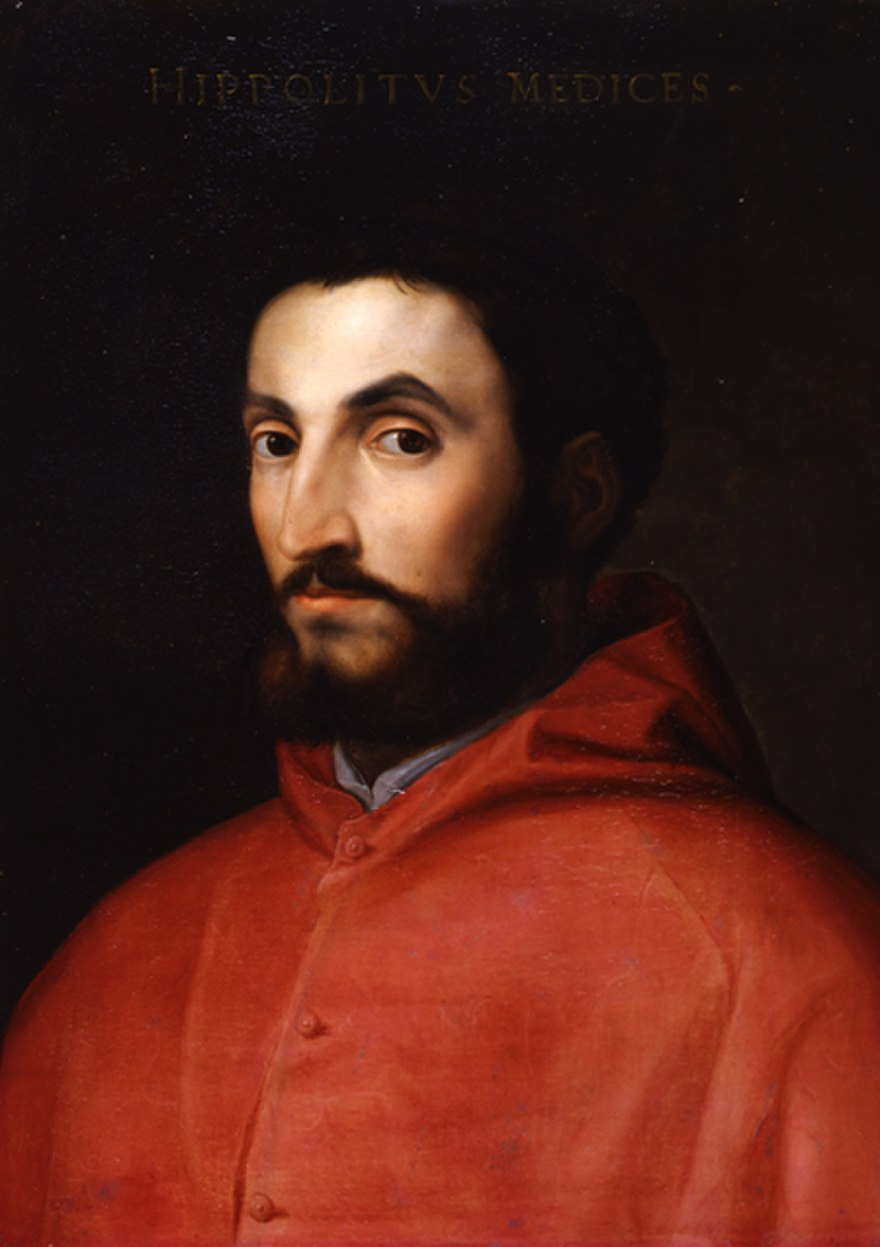
«Кардинал Іпполіто де Медічі»